# こんひろし
近 広史（こん ひろし、1965年1月25日 - ）は、日本のプロデューサー、ディレクター。群馬県出身。群馬県立前橋東高等学校、東放学園専門学校放送芸術科卒業。
株式会社Wonder Creators 代表取締役社長 

## 概要
1988年より主にドキュメンタリーや情報系番組の演出・プロデュースを多数手がけ、1999年よりアニメーション業界に進出。企画・プロデュースおよび原作開発に従事している。2003年には、松本零士画業50周年記念作品『銀河鉄道物語』を企画・プロデュースし、以後シリーズ化(OVA&TV第二シリーズ)されている。2009年には、同シリーズのスピンオフ企画となるドラマCD『銀河鉄道物語 〜最果ての天使アンジェラ〜』が制作された。その他、バーチャルアイドルユニット「AGC38」プロジェクト、WOWOW開局20周年記念作品となる松本零士の未公開シナリオを原作とした「松本零士 オズマ」をプロデュース。2012年2月 テレビ番組・ネット動画等の企画・制作を主軸としたクリエイター集団・株式会社Wonder Creatorsを設立。

## 主な作品

### テレビ番組
NHK
- 「街は生き続ける ～『ふるさとの記憶』から見つめる被災地のいま～」(福島・富岡)
- 『NET BUZZ』
- 『夜光音楽 ボカロP 5min.』
- 『夜行音楽スペシャル　まふまふ』
- 『夜光音楽スペシャル ボカロフェス2022』

NHK BSプレミアム
- スーパープレミアム　世界最高峰のマジック殿堂〜マジックキャッスル〜
- 世界最高峰のマジック殿堂〜マジックキャッスル〜2018
- 世界最高峰のマジック殿堂〜マジックキャッスル〜2019
- 世界最高峰のマジック殿堂〜マジックキャッスル〜 THE BEST
- スーパープレミアム『YouTuber×NHK 1億いいね大作戦

NHKEテレ
- いじめをノックアウトＳＰ特別編　あの人と、いじめをじっくり考えた！！第２回(演出)
- Rの法則(演出)
- 沼にハマってきいてみた(演出)

日本テレビ
- スーパーテレビ情報最前線「横浜ラーメン博物館」(演出)

TBS
- そこが知りたい「秋本番・みちのく味な旅」(演出)
- そこが知りたい「幸せになる占い」(演出)
- そこが知りたい「住みたい街!鎌倉」(演出)
- 見ればなっとく! グルメOLの秘密日記(演出)
- 金曜テレビの星「目撃者続出!謎の吸血動物を追え!」(演出)
- 金曜テレビの星「全国行方不明者大捜索1」(企画・総合演出)
- 金曜テレビの星「全国行方不明者大捜索2」(企画・総合演出)
- 金曜テレビの星「全国行方不明者大捜索3」(企画・総合演出)
- スーパーフライデー「全国行方不明者大捜索4」(総合演出)
- スーパーフライデー「全国行方不明者大捜索5」(総合演出)
- スーパーフライデー「全国行方不明者大捜索6」(総合演出)
- NONTV「子育ては命がけじゃ〜元ヤンキー母の奮闘記〜」(プロデュース)

毎日放送
- イチバン!「スーパーウーマン引田天功」(演出)
- 情熱大陸 鈴木光司(プロデュース・演出)
- 情熱大陸 THE ALFEE(プロデュース)

フジテレビ
- 火曜ワイドスペシャル「本当にあった!恐怖のミステリー事件簿」(プロデュース・総合演出)
- 戦慄の日本最怖列島ミステリースポット大潜入(プロデュース・演出)
- ザ・ノンフィクション「最愛の家族はペット」(プロデュース)

テレビ朝日
- 誘われて二人旅 全18シリーズ(演出)
- 誘われて二人旅スペシャル 正月特番(1990年・1991年、総合演出)
- 水曜特バン! 全8タイトル(総合演出)
- 皇室ゆかりの宿(総合演出)
- クイズ庭付き一戸建て(総合演出)
- 東京ヴァージン（演出）
- レッツ・クッキングリッシュ 全50回（演出）
- 日曜特番「あなたの夢叶えます!!」(総合演出)

テレビ東京
- 日曜特番「オレゴン探訪記」(プロデュース・演出)
- ドキュメンタリー人間劇場「僕らみんな生きている」(放送番組センター・放送ライブラリー選定作品、構成・演出)
- 土曜スペシャル「囲炉裏のある宿」(演出)
- 土曜スペシャル「発見!!お昼がおいしい京都の老舗」(演出)

スカパー! MONDO21
- 太田プロライブVol.1 - 4(プロデュース・演出)
- アドレナリン60 Eat the World 東京の世界レストラン(プロデュース・演出)
- マックマニア 全18回(プロデュース・演出)　MacFan毎日コミュニケーションズ刊共同企画
- 電脳本舗ギガモンド 全12回(プロデュース)
- 新モンド総合研究所 潜入!!女探偵舞台裏(プロデュース・演出)
- 新モンド総合研究所 裏モノジャパン(プロデュース)
- 新モンド総合研究所 ホラー映画を陰で支えるスペシャルメイク(プロデュース・演出)
- 新モンド総合研究所 ガンプラ道(プロデュース・演出)
- 新モンド総合研究所 大深度地下(プロデュース・演出)
- モンドモータース・D1グランプリ(コーナー演出)
- モンドモータース・HUMMERH 1・H2(コーナー演出)
- モンドモータース・TOYOTAAE86 (コーナー演出)
- モンドモータース・峠紀行D(コーナー演出)

ファミリー劇場
- STU48 イ申テレビスペシャル　滝修行&瀬戸内海縦断ムチャぶりスペシャル(演出)

WOWOW
- ノンフィクションW 「ダ･ヴィンチのロボット」(構成・プロデュース)

Dlife
- プレママ!BiAnza(プロデュース)

### 映画・ドラマ
- 美少女生活 全3話(大地丙太郎監督作品・江口寿史特別出演 (企画・プロデュース)
- 美少女生活メイキングフィルム (演出)
- Some Day   第２回キテミル川越ショートフィルム大賞受賞
- ざ☆ロードショー THE MOVIE(映像監督)

### アニメーション
- 銀河鉄道物語 松本零士画業50周年記念作品 全26話	(企画・プロデュース)
- 銀河鉄道物語 〜忘れられた時の惑星〜 (OVA 全4話・単館劇場公開、企画・プロデュース)
- 銀河鉄道物語 〜永遠への分岐点〜 全26話(企画・プロデュース)
- 魔豆奇伝パンダリアン 全26話(企画・プロデュース)　(台湾・日本共同制作)
- もえたん 全13話 (プロデュース)
- オズマ WOWOW開局20周年記念作品 全6話 (企画・プロデュース)
- 完美世界 Perfect World (プロデュース)

### キャラクター事業
- AGC38 (企画・プロデューサー)
  - CD「それって♥だからね!」
  - アニメ「それって♥だからね!」脚本・プロデュース
  - ウェブラジオ「ロンリー・ブラック・トースター」(構成・演出)
  - AGC38ウェブラジオステーション「ねぇ、ジョージに行かない？」（構成・総合演出）
  - ライブイベント「ハピハピパーティー」(プロデュース)
  - 朗読劇「忘却のアールグレイ」(脚本・演出)

### インターネット番組
- 「MINI川越」公式YouTube (企画・演出)
- 「矢田部明子のガレージライフ」YouTube (企画・演出)
- 「SHOOT MAGIC TV」 YouTube (企画・演出)
- 「まだ少女ダもん」ワンダーTV (演出)
- 「ロンリーブラックレイディオ」(構成・演出)
- 「ロンリーブラックレイディオ７」(構成・演出)
- 「アニメON!」#1(構成・演出)

### PV
- 佐々木まゆみ「SWEET PAIN」(監督)
- 佐々木まゆみ「呼吸」(プロデュース)

### テレビCM
- RUF・CTR イエローバード(監督)
- JDLアイベックスボーイ登場編(アニメパートプロデューサー)

### ビデオパッケージ等
- 日本ビクターＶＰ(演出)
- 第一東京弁護士会ＶＰ(演出)
- JR東海名古屋駅構内映像(演出)
- グランド・セフト・オート2（原題 Grand Theft Auto）PCゲーム・店頭ＰＲ映像(演出)
- うしろの百太郎パッケージ版予告PR(編集)
- 保険ステーション概要(保険ステーション)
- 粉ミルクの作り方(WAKODO)

### 教育用教材
- Every Day English Jr.(フラッシュアニメ・プロデューサー)

### 書籍
- トム&ジェリーのまんがで学習シリーズ トムとジェリーのまんが「ことわざ」辞典(制作)
- 松本零士 零次元漫画館　ムック本　(企画・監修)

### ドラマCD
- 銀河鉄道物語 〜最果ての天使アンジェラ〜 (企画・プロデュース)
- 新新宿駅企画課 あるぷすひろばVol.１,２(企画・プロデュース)
- あやがみっくすVol.1,2,3(原作・プロデュース)

### コミック
- ブラフマン	(コミックラッシュ連載、プロデュース)
- メタモルフォーゼ (コミックラッシュ連載、原案・プロデュース)

### その他のコンテンツ
- 株式会社アイディアヒューマンサポートサービス「アイディアニュース」ほかPV(制作)
- モバイルモンキーFlash待ち受けコンテンツ (フラッシュアニメ制作プロデューサー)
- 楽園男子Playstation Potable イラスト制作
- 渋谷ホテルENマンガフロア装飾(プロデュース)

## その他の活動
- 東京国際大学　文部科学省「地(知)の拠点」2014〜16 集中授業 CPW B「川越観光CM 制作」(制作指導・プロデューサー)
- 松本零士公式ファンクラブ 発起人・幹事
- 東京アニメアワード2004フィルムフェスティバル・招待作品上映（魔豆奇伝パンダリアン）＆プレゼンテーション
- 銀河鉄道物語ウェブラジオ「銀河鉄道情報局」パーソナリティ（第13回より出演）
- 特定非営利活動法人エンターテイメント・ロイヤーズ・ネットワーク講師
- MacFan(毎日コミュニケーションズ刊) 2000/8/1 No.14「2000年ムービー制作の旅　プロはこう撮る!鎌倉撮影旅行記　撮影編・編集編」制作及び記事
- 電脳本舗ギガモンドのコーナー企画「電脳戦隊ギガモンド」OPテーマ曲作詞を担当